# プルシリーズ
- 機動戦士ガンダムΖΖ > 機動戦士ガンダムΖΖの登場人物 > プルシリーズ
- 機動戦士ガンダムUC > プルシリーズ

プルシリーズは、「ガンダムシリーズ」のうち宇宙世紀を舞台とする作品に登場する架空の人物たちの総称。ネオ・ジオン軍のクローン・ニュータイプ (NT) である。初出は1986年放送のテレビアニメ『機動戦士ガンダムΖΖ』。

## デザイン・名称
キャラクターデザインは北爪宏幸。小説・アニメ『機動戦士ガンダムUC』に登場するマリーダ・クルス（プルトゥエルブ）は安彦良和、ゲーム『機動戦士ガンダム U.C. ENGAGE』に登場するノン、リン、レイはことぶきつかさ。
エルピー・プルの名付け親は『ΖΖ』総監督の富野由悠季で、本で見つけた「可愛い妖精の一族（エル・ピープル）」にちなむ。脚本担当の遠藤明吾は、すでにエルもルーもいると突っぱねたが、この名前を気に入った富野は結局使うことにした。

## 概要
ネオ・ジオン軍のクローン技術により、NTパイロットとして人工的に生み出された、少女兵士たちである。第1号であるエルピー・プルら多数の個体は、いずれも『ΖΖ』の時点で最低12体の存在が確認されており、10歳程度の少女の姿をしている。外見、身体能力ともに一般的な少女と大差ないが、「刷り込み」と呼ばれる意識操作（洗脳）により、指示を下す人間を慕うように「調整」されている。
後述の誕生の経緯や各々の最期の描写からも、一部の書籍では「命令を実行するだけの人形」「軍事利用のニュータイプ能力だけの存在とはいえ、倫理観が問われる」とまで酷評されているが、他方で「エルピー・プルのたどる悲劇も、本作（『ΖΖ』）を語る上では欠かせないエピソードとなった」と物語上における役割を重く評している書籍もある。

## 誕生の経緯
一年戦争末期にジオン公国が実用化したサイコミュ搭載のNT対応兵器は、単独の機動兵器としては破格の戦果をもたらした。サイコミュが潜在的に持つ戦術・戦略的な価値は計り知れないものだったが、それを操縦できるNTは絶対数が非常に少なく、パイロットの確保が困難だった。このため、戦後に地球連邦軍はNT能力の低い人間でもNT対応兵器を操縦できるインコムや、人工的にNT能力をパイロットに付与する強化人間などの技術を開発した。これに対し、ネオ・ジオンではNT対応兵器の運用体系の確立に非常に独創的なアプローチをもって臨んでいる。それが、クローン技術によるNTパイロットの複製である。ネオ・ジオンはNT能力が遺伝的な形質に依存する側面があると考え、士官グレミー・トトによる指揮下でNTの素養を持つ人間の遺伝子を組み込み、発生段階から遺伝子レベルでの肉体強化を施したデザイナーベビー、プルシリーズを生み出した。かつてのザビ家主導によるジオン公国は、血統に対してある種のドグマを抱いており、そのことがこのような技術の進展を促したと考えられる。
また、ギレン・ザビの子を自称するグレミーと同じく、ギレンの遺伝子とNTの素養を持った女性の遺伝子を人工授精させて生まれた存在という説がある。プルとプルツーは同じ女性の遺伝子から生まれた双子であり、同じ経緯で誕生したグレミーとは異母兄妹に当たる。他のプルシリーズも、見た目や声が異なる（プルやプルツー以外のプルシリーズの声優は2人を演じた本多知恵子ではなく、松岡ミユキが担当している）ことなどから、異母姉妹と推測されている。

## 能力
身体能力
エルピー・プルはエル・ビアンノに取り押さえられる場面が多いばかりか、同程度の体格にして腹部を銃撃で負傷中のリィナ・アーシタとも、互角程度にしか立ち回れていない。プルツーはクイン・マンサのコックピットから離れようとする際、グレミー・トト（青年）に掴まれた腕を振りほどけずにいる。マリーダ・クルス（プルトゥエルブ）はコロニー中心付近（低重力）ブロックにおいて上方から落ちて来たガランシェールクルー（成人男性）を受け止めてはいるものの、バナージ・リンクス（民間人の少年）に格闘戦で追い払われるなど、各人は年齢相応の身体能力しか持たない。
植えつけられた敵意
その潜在意識には、エゥーゴの象徴であるΖΖガンダム、あるいは幾度もジオンを敗北に追いやった歴代の「ガンダム」という概念そのものへの敵意が植え付けられ、戦闘時に憎悪を増幅するように調整が施されており、この点もマリーダの描写で明らかにされている。
NTパイロットとしての能力
プルシリーズは実戦投入の時点ではまだ成体でなかったが、NTパイロットとして非常に優秀な能力を発揮し、ハマーン・カーン専用とされていた高性能のNT対応MSキュベレイを使いこなせた。存在が確認されている12体中、2番目の個体であるプルツーは最高レベルの能力を有していたとされ、サイコ・ガンダムMk-IIやクィン・マンサといった大型機動兵器を手足のように扱い、グレミー擁するNT部隊の主力を務めている。
一方、中にはパイロット適性が目標値に満たない個体も存在していたとされ、主な例としては第一次ネオ・ジオン抗争時のアクシズ攻防戦において、兵器システム「ラーフ・システム」の運用目的にグレミー側からインドラ隊に貸し出されている。

### 問題点
強化人間であるプルシリーズは指示を下す「マスター」の存在がなければ精神の平衡を保てず、その者との間に共依存関係を形成しやすい傾向にあったとされており、精神面での不安要素を多く抱えていた。プルは当初、自らのマスターとしてグレミーを慕っていたが、ΖΖガンダムのパイロットであるジュドー・アーシタとの接触によって意識調整が解かれ、彼の感性に惹かれてエゥーゴへ寝返っている。また、プルツーも最終的にはジュドーのもとへ出奔している。その後、グレミーの死亡によって拠り所を失ったプルシリーズは、強化人間化されたキャラ・スーンの操るゲーマルクに乗機の量産型キュベレイで応戦し、12番目の個体であるプルトゥエルブ（後のマリーダ・クルス）を除いて戦死している。

## エルピー・プル
アニメ『機動戦士ガンダムΖΖ』に登場。声は本多知恵子、本多陽子（ゲーム『ガンダムジオラマフロント』以降。「スーパーロボット大戦シリーズ」は本多知恵子のまま。）。
アクシズ内において、グレミー・トトらによる監視下でパイロットとして養成されていた最年少NTの少女。出生に関しては謎が多く、意図的に記録が抹消されて残っていないとする資料もあるほか、すでに誰かのクローンであったという説など、正確なものは不明である。本人の弁によれば、「生まれも育ちもアクシズ」とのこと（第18話）。養成の段階で強化措置を施されており、10歳（厳密には11歳）とされる幼さからも、情緒不安定な面を時折のぞかせる。性格は天真爛漫にして気まぐれかつ我儘であり、時には気性の激しい一面も見せる。また、前述の経緯ゆえに独占欲も強いが、好意の対象となる人物には献身的である。
チョコレートパフェを好むほか、水が貴重な環境下に置かれても平然と入浴するなど、無類の綺麗好きかつ風呂好きでもある。
なお、MSでの出撃時は私服姿が多いが、ノーマルスーツ姿もまれに見られる（第23話・第34話）。また、他人による呼称については、ほぼ「プル」が用いられているが、漫画版では一貫して「エルピー」が用いられている。
初登場時にプルが発した独特の口癖「プルプルプルプルー！」は、彼女を象徴する台詞として、映画・OVA『機動戦士SDガンダム』シリーズやゲーム作品などで頻繁に使われている。なお、本多知恵子は『ΖΖ』でのアフレコに際し、同作品の監督である富野由悠季から「オジサンが見て、かわいいという感じでやってくれ」との旨を指示されたという。

### 劇中での活躍
アクシズに潜入したジュドー・アーシタに対面前から胸をときめかせており（第18話）、彼に付きまとう。時にはジュドーの関心を惹くためだけにキュベレイMk-IIを操り、彼の搭乗するΖΖガンダムに躍りかかるなど、熱烈な思慕の情を見せる。地球降下作戦の際にはグレミー・トトによって意識調整を施され、ジュドーの前に立ちはだかるが、戦闘中に暗示が解けて彼の操るΖガンダムに救助され、降下に成功する（第23話）。その後はアーガマに収容され、捕虜として扱われることになるが、積極的にジュドーと行動を共にする。ダカール襲撃に向け、ジュドーたちがガンダム・チームとしてアーガマと別行動をとった際には、ジュドーたちに随行して彼らの危機を救う場面も見られる。ダカール襲撃戦時にジュドーが彼の妹リィナと再会した際には嫉妬の感情を爆発させ、彼女と揉み合いになった際には一瞬だが殺意さえ抱く（第28話）。
ダブリンにて巡洋艦サンドラと交戦した際には、同艦に搭載されていたサイコ・ガンダムMk-IIのサイコミュ波動を感知して未整備のガンダムMk-IIで単身出撃し、量産型バウを駆るアリアス隊に襲撃されて窮地に陥るが、ファ・ユイリィと共にダブリンで療養中にあったカミーユ・ビダンの「声」によるサポートを受け、危機を脱する。しかし、ガンダムMk-IIは中破したうえにプル自身も重傷を負う（第34話）。その後、プルツーの操るサイコ・ガンダムMk-IIがアーガマを急襲した際、解体中のキュベレイMk-IIで再出撃を強行したプルは、自分の分身ともいうべきプルツーの出現に戸惑いつつ必死の抵抗を試みるが、最後はジュドーをかばって死亡する（第36話）。
その後は思念体となってジュドーを見守り続けており、アクシズ崩壊時にジュドーがプルツーと対峙した際には彼と共にプルツーに語りかけ、彼女をグレミーの呪縛から解き放っている（第46話）。

### 搭乗機
- AMX-004-2 キュベレイMk-II - プル専用機。機体色は濃い紫。
- MSZ-010 ΖΖガンダム - 一時的に搭乗。
- RX-178 ガンダムMk-II - 一時的に搭乗。
- FXA-08R メガライダー - 一時的に搭乗。
- MSZ-006 Ζガンダム - 漫画版のみ。

### 備考
- 1987年には徳間書店のアニメージュ文庫より、プルの印象的なシーンを集めた小冊子『機動戦士ガンダムΖΖ エルピー計画』が発売された (ISBN 978-4-19-669562-2)。
- 北爪宏幸の漫画『機動戦士ガンダム C.D.A. 若き彗星の肖像』では、プルやプルツーと思われる少女たちが登場。地球を恋しがり、ハマーンに問いかける様子が描かれている。また、水原賢治の漫画『機動戦士ガンダム0084 Psi-trailing』では、宇宙世紀0084年にグレミー直属のNT研修生として登場。アクシズから離れるシャア・アズナブルを引き止めたいミネバ・ザビのためにMSで出撃し、追いかけようとした。ただし、これらの作品自体は公式設定というわけではない。
- アニメイトカセットコレクション『機動戦士ガンダムΖΖ』では、プルを題材にした「鏡のむこうのプル」「ガンダム・ステーション」が収録されている。「鏡のむこうのプル」はテレビ版第36話「重力下のプルツー」を再構築した内容となっており、プルの死亡から場面を切り替えて彼女を主人公に据え、走馬灯のようにジュドーと遊園地で遊ぶ様子が描かれている。最後は鏡のむこう、つまりもう1人のプルであるプルツーを「殺さないで」と、プルツーを追い詰めたジュドーにテレパシーを飛ばし、絶命する。
- プラモデル『元祖SDガンダム』シリーズでは、説明書にデフォルメされたプルが描かれており、組み立ての説明役を担当していた（旧シリーズのみ。新シリーズからは商品ごとに異なった人物が解説している）。

## プルツー
『ΖΖ』に登場。声優はプルと同じく本多知恵子、本多陽子（『ガンダムジオラマフロント』以降）。
ネオ・ジオンにおいて養成されたクローンの一員で、グレミー率いるNT部隊の中核をなす存在。エルピー・プルの同器質体であり、他のプル・クローン体共々サンドラのコールドスリープルームにて眠りについていた。サイコミュへの親和性はプルよりも高く、サイコ・ガンダムMk-IIやキュベレイMk-II、クィン・マンサといった数々のNT専用機に搭乗し、その性能を奮う。
設定画では、プルよりも髪が若干長く目つきが鋭く描かれ、アニメーターがそのように作画するよう指示がされている。また、性格はプルに比べると攻撃的かつ好戦的にしてクールであり、兵士向きの「刷り込み」がされている。なお、バストサイズは数値こそ不明ながら（プルよりも）やや豊かであることが、コールドスリープから目覚める際に確認できる。
プラモデル「マスターグレード キュベレイMk-II」に付属するパーソナルマーキングにも外見的特徴が表れており、もみあげの造形がプルのものと若干異なる。

### 劇中での活躍（プルツー）
ダブリンへのコロニー落としが行われた際にグレミーによってコールドスリープを解かれ、アーガマ討伐のためにサイコ・ガンダムMk-IIに搭乗して出撃する。ジュドー・アーシタのΖΖガンダム、アーガマに収容されていたプルのキュベレイMk-IIと対峙した際には、自分と同じ存在であるプルに対して不快感を露にする。やがて、プルを殺害したことがジュドーの怒りを呼び、彼に乗機を破壊されて脱出するが、その後も精神に動揺を抱えながらグレミーに命じられるまま、戦闘へ身を投じていく。
さらに、何度もの戦闘を経て乗機をクィン・マンサに変え、ついにはラビアンローズを破壊するなど、ジュドーの強大な脅威として立ちはだかる。戦闘の放棄を呼びかけてくるジュドーの存在を当初は「刷り込み」による影響からも拒絶し続けていたが、最終的にはグレミーと共にジュドーと対峙した際にプルの思念体から諭されて己の真意に気づき、コックピットからジュドーのもとへ逃げ出すものの、その際に乗機の爆発によって重傷を負う（小説版では一度逃げ出した後、コックピットを破壊されて死亡したグレミーの思念を感じ取って引き返し、爆発に巻き込まれる）。
最後は収容先のネェル・アーガマにて瀕死状態の中、崩壊していくコア3周辺宙域に取り残されたジュドーの危機を、NT能力で感知する。ジュドーを脱出させるための砲撃を指示し、兄のように慕う彼の無事を確認すると、力尽きて倒れる。
本編外での結末
テレビ版本編や漫画版では明確な死亡描写はなく、書籍『機動戦士ガンダム ニュータイプ伝説ぴあ』でも「力尽きてしまう」と記述されている。一方、小説版では絶命して葬儀が行われたことが描写されているほか、書籍『機動戦士ガンダムヒロインズ』では「死亡」と記述されている。

### 搭乗機（プルツー）
- MRX-010 サイコ・ガンダムMk-II[2]
- AMX-004-3 キュベレイMk-II[2] - プルツー専用機。カラーリングは赤。ヘッドセット型サイコミュ・コントローラーを通じて、外部からの無人機体制御が可能な改良型。
- NZ-000 クィン・マンサ[2]

### 備考（プルツー）
- 上記の設定や経緯ゆえにプルのような私服姿は描かれていないが、コア3の少女ルチーナ・レビンと交流した際には、ジオン軍所属当時のシャアと同様の軍服姿（マスクは着けていない）も描かれている（第43話）[2]。
- CGアニメ『GUNDAM EVOLVE../10』では、第一次ネオ・ジオン抗争後、木星圏へ向かうジュピトリスIIにプルツーと同タイプのパイロットスーツを着用した人物が亡命する様子が描かれているが、詳細は不明。

## マリーダ・クルス
小説およびアニメ『機動戦士ガンダムUC』に登場。声優は甲斐田裕子。
「袖付き」のガランシェールに搭載されているMSクシャトリヤの女性パイロット。階級は中尉。長い栗色の髪と蒼い目を持ち、鋭い洞察力を持つ強化人間である。ガランシェール船長のスベロア・ジンネマンを「マスター」と呼んで忠実に従うが、養父でもある彼とは主従を越えた固い信頼関係で結ばれている。マリーダの名前は、ジンネマンの愛娘マリィに由来する。
正体は、『機動戦士ガンダムΖΖ』に登場したエルピー・プルから数えて12体目のクローンであり、当初はプルトゥエルブというコードネームで呼ばれていた。第一次ネオ・ジオン抗争ではグレミー・トトの敗死後、自分と同じく量産型キュベレイを駆る姉妹たちが戦死していく戦場から単独で逃亡し、脱出ポッドを用いて地上に降りる。その後、ポッドからマリーダを回収した男性たちの手で娼館へ売られた。後にジンネマンに養女として保護されるが、その時点ですでにマリーダの身体は客の倒錯行為によって著しく消耗しており、女性としての機能も破壊されていた。マリーダが「魂を置いてきた」とされる量産型キュベレイは彼女自身にとって最大のトラウマとなっており、マーサ・ビスト・カーバインによるマスター書き換えの際に利用される。
小説版『UC』ではプルシリーズは通常の強化人間と異なり、胚の状態から手を加えられているため再調整はできないという判断がされている。

### 劇中での活躍（マリーダ）
宇宙世紀0096年4月7日、工業コロニー・インダストリアル7における「ラプラスの箱」受領の任についたガランシェール隊の一員として参加する。コロニー内では当初、密航していたミネバ・ラオ・ザビの捜索のためガランシェールクルーと共にコロニー内を巡る。後にミネバを発見するも、同行していたバナージ・リンクスに撃退されて彼女を見失う。同時期に、「箱」の受け渡しを察知したロンド・ベル所属のネェル・アーガマ隊による強襲に対して、クシャトリヤに搭乗しコロニー内で多数機を相手に立ち回るが、起動したユニコーンガンダムに宇宙へと押し出され撤退。しかし翌8日には、近辺のデブリ帯においてシナンジュと戦闘中のユニコーンガンダム（デストロイモード）の隙をつき、パイロットのバナージごと捕縛に成功する。
「袖付き」の拠点パラオに帰還するも、4月12日に脱出したユニコーンガンダムを再び捕らえるため、一騎打ちに臨む（La+プログラムを起動させるため、フル・フロンタルによってあえて単機での状況を作られる）。この戦いでNT-Dに呑まれたバナージによって追い込まれるが、撃墜寸前にバナージと精神感応を起こしたことで彼が正気を取り戻し、大破したクシャトリヤと共にネェル・アーガマへ拿捕される。
ネェル・アーガマにおいてハサンから簡易的な治療を受けつつバナージと心を通わせるが、報告を受けたビスト財団に身柄を要求される。4月15日に地球への移送中にアルベルト・ビストを戦闘の余波から咄嗟に助けたことで、以降彼の胸中に留まることとなる。
地球降下後はオーガスタ研究所において、アルベルトをマスターに刷り込まれた上でユニコーンガンダム2号機 バンシィの専属強化人間パイロット「プルトゥエルブ」として再調整される。そして4月30日、ビスト財団が擁する戦力としてトリントン基地周辺都市へとバンシィを投入、直前にロニ・ガーベイを救えなかったことで呆然とするバナージのユニコーンガンダムに打突を浴びせ、これを鹵獲する。
5月1日にバナージとユニコーンガンダム、そして異なる道を経て身柄を確保されたミネバをガルダへと護送する任務の途中、様々な思惑によって援助を受けたガランシェール隊がこれを強襲してくる。混乱の隙をついてミネバを伴い脱出を図るユニコーンガンダムと、ガルダ機上で同型機同士での戦闘を開始。バンシィの武装で優位に立つも、バナージ、そして突入してきたジンネマンの呼びかけを受けたことで、マリーダの精神が混乱をきたし、やがて自意識を取り戻したためにバンシィのコックピットから排出される。そして救助されたガランシェールと共に宇宙へ上がり、ネェル・アーガマに収容される。直後に、共闘をもちかけフロンタルら「袖付き」の部隊がネェル・アーガマへと乗艦してくるが、フロンタルの思想をミネバが拒絶。交渉は決裂する。混乱するネェル・アーガマ艦内でマリーダは、ミネバを支援して立ち回りながらジンネマンに「わがままをお許しください、お父さん」と自らの意思を示し、ガランシェール隊に「袖付き」からの離脱を決意させる。
5月3日、最終決戦の場となったインダストリアル7周辺宙域において、先行したフルアーマー・ユニコーンガンダムを援護するため、怪我をおして現地改修機クシャトリヤ・リペアードで出撃。リディ・マーセナスへと乗り手を変えたバンシィ・ノルンとの戦いを引き受ける。サイコフレームによって怒りを増大させられたリディに対して、その精神が怒りと恨みに囚われていると感じ取ったことで、あえて彼のビーム・マグナムの一撃を正面から受けとめ、直撃を受けた機体は四散する。マリーダの肉体はビームの奔流のなかに消えていったが、クシャトリヤ・リペアードは爆発せず不可解な光芒――マリーダの精神の光を発し、戦場を席捲することになる。
小説版『UC』では、パラオでのクシャトリヤの損傷が大きくなかったため、最終決戦でもそのまま運用する。バンシィで初戦を行うのはダカールとなっており、ガルダ機上での戦いではガルダが墜落するほどにまで被害が広がるなど、展開が異なっている。リディに撃墜される際も、ビーム・マグナムがネェル・アーガマを狙ったため、それを庇っての形である。

### 搭乗機（マリーダ）
- AMX-004G 量産型キュベレイ
- NZ-666 クシャトリヤ
- RX-0 ユニコーンガンダム2号機 バンシィ
- NZ-666 クシャトリヤ・ベッセルング　※『UC』アニメ版。
- NZ-666 クシャトリヤ・リペアード　※『UC』アニメ版。

## その他のプルシリーズ
『ΖΖ』最終盤に登場するグレミー傘下のNT部隊は量産型キュベレイに搭乗して参戦し、ゲーマルクとの交戦で全員が撃墜されている。劇中で外観が確認できるひとりのノーマルスーツはプルツーと同型であるが、各部アーマーはライト・グレー、スーツにラインはなく独自の外観のヘルメットを被っている。『UC』に登場したマリーダ・クルスは、この戦いで被弾しつつも脱出に成功した生存者である。
『機動戦士ガンダムUC』の原作小説第4巻では、マリーダによる回想として、上記の場面の詳細が短いながらも描写されている。回想は、「プルスリー」の名で呼ばれている個体が撃墜され、“4番目”が動揺する姉妹たちを落ち着かせようとする場面から始まる。全員が同じ顔であるものの各々には一人称が異なる個体差が見られ、“6番目”の一人称は「あたし」であったと言及される。最後に、姉妹たちは密集したところでメガ粒子砲の攻撃を受け、壊滅する。
スマートフォンゲームアプリ『機動戦士ガンダム U.C. ENGAGE』のイベント「アムロシャアモード」では、グリプス戦役終結直後にアクシズに侵入したシャア・アズナブルが、屋敷内の部屋で複数のプルシリーズ（確認できるのは7名、プルが含まれているかは不明）と出会っている。なおその部屋には、グレミーおよびそのクローンと思われる複数の人物もいる。

### ノン、リン、レイ
『機動戦士ガンダム U.C. ENGAGE』のペッシェ・モンターニュを主人公とする一連のイベントに登場。声優はいずれも本多陽子。
プルシリーズでありながら、完成されたNTのクローンとしての「プルナンバー」を獲得しようと量産型キュベレイに搭乗して訓練に励むが、能力が実戦レベルには程遠いため、「粗悪品」として扱われている。プルツーと同型のノーマルスーツを着用するが、色は各部アーマーがアイボリーで、スーツのラインはリンがオレンジ色、ノンが薄紫、レイが薄緑となっている。MS搭乗時には、プルツーと同型の（一部塗り分けが異なる）ヘッドセットを着用する。なお、ノンたちの名前はいずれも「ゼロ」や「否定」に由来するという。
「0088 ペッシェ・モンターニュ 〜声なき声のささやきをI〜」では、ネオ・ジオン軍NT研究所でローレン・ナカモトとナナイ・ミゲルが開発を進める「リンク・サイコミュ」のテスト要員として派遣され、その実力を見るため（本人たちはプルシリーズへの編入試験と思っているふしがある）に量産型キュベレイに搭乗し、スペース・コロニー内部にてガザCの部隊との模擬戦に勝利するが、ナナイからはファンネルも使えないNT能力の低さや操縦技術の未熟さを指摘される。リンの懇願により、ガザDとガ・ゾウムからなる部隊と暗礁宙域にてふたたび模擬戦に臨むが、フラナガン機関出身の黎明期の強化人間にして研究者でもあるセリーヌ・ロムが搭乗するエンゲージゼロ・インコム搭載型に乱入され、敗退する。
「同II」では、セリーヌから「廃棄処分」を言い渡され、それを回避するためにペッシェがリンク・サイコミュ開発への協力を申し出る。ペッシェは改修されたエンゲージゼロ・ヨンファヴィンに搭乗し、先の部隊をアグレッサーとしてリンたちとサイコミュの連携訓練に臨む。それと同時期にグレミーが反乱を起こし、NT研究所にも部隊を差し向ける。単機で苦戦するペッシェを援護しようとリンたちも出撃し、リンク・サイコミュが起動してそれまで使えなかったファンネルが使用可能となった結果、ガルスJ、ズサ、バウから構成される部隊を、4機による大量のファンネルで撃退する。
「0089 ペッシェ・モンターニュ 〜声なき声のささやきをIII〜」では、グレミー軍に合流したセリーヌと決着をつけるべく単身出撃するペッシェ機を追い、ふたたびリンク・サイコミュによる連携でラカン・ダカラン率いるドーベン・ウルフ隊を撃退する。その直後、セリーヌのマグナ・マーテルとの戦闘でペッシェ機の盾となってレイが戦死し、リン機とノン機も撃破されるが、リンだけは一命を取り留める。

## ゲームでの登場
スーパーロボット大戦シリーズ
プルもプルツーも死亡せず主人公側の仲間に加わる展開が多く、原作にはない特殊台詞や2人の合体技などもある。
『スーパーロボット大戦MX』と『スーパーロボット大戦V』では『ΖΖ』終了後の世界を舞台としているが、プルツーはプルと共に生存しており、ジュドーらガンダム・チームと共に登場する。一方、同じく本編終了後を舞台とする『スーパーロボット大戦D』では原作同様に死亡しており、ジュドーがファンネルを使用した際の演出でのみ登場する。
『スーパーロボット大戦64』では「プルクローン」名義で量産型キュベレイのパイロットとして登場。基本的な能力値は他組織の強化人間技能を持った一般兵と変わらないが、その強化人間技能が他の一般兵と違い最大のLv9まで上昇する。また、『第2次スーパーロボット大戦α』でハマーン率いるネオ・ジオン軍の強化兵はすべてプルクローンであり、強制されているわけではなく自らの意志で従っているのだとハマーンは語っている。このほか、『スーパーロボット大戦A』の量産型キュベレイのパイロットも名義はジオン強化兵だが、ジュドーたちの反応からプルのクローンであることが示唆されている。
『第3次スーパーロボット大戦Z』ではマリーダはクローンによるニュータイプ試作品の12番目の個体・「プロト・プル・トゥエルブ」という設定になっている。なお、後編の『天獄篇』の終盤で原作通りに死亡してしまうが、条件を満たすと生存させることができる。また、マリーダが死亡した場合でもクシャトリヤは最後まで主人公側に残る。
『スーパーロボット大戦V』ではプル・プルツー・マリーダが同時に登場する。
SDガンダム GGENERATIONシリーズ
初代『SDガンダム GGENERATION』から「ネオ・ジオンニュータイプ兵」名義でプルクローンが登場する。
『SDガンダム GGENERATION WARS』の『∀ガンダム』のミスルトゥを舞台にしたステージ3では、ロラン・セアックがスエッソン・ステロを撃破した後、∀ガンダムを敵と認識したプルが8体のプルクローンの駆る量産型キュベレイを引き連れ、ロランたちと交戦する。
2016年11月22日発売の『GENESIS』でプルとプルツー役の声優が本多陽子に変更されている。ただし、一部のセリフに生前の本多知恵子が録音したものが使用される。原作アニメではプル・プルツーとは声が違うプルクローンたちに関しても、本作では原作アニメでの松岡ミユキに代わって本多陽子がキャスティングされ、同じ声となっている。
ギレンの野望シリーズ
プルとプルツーに加え、ゲームオリジナルキャラクターとしてプルクローン1〜5が登場。クローン5人の能力値はそれぞれ差別化が図られているが、強化人間であるためか、全員ともに「魅力」の数値は0のまま、一切上昇しないことが特徴。
ガンダム無双
プルでは『機動武闘伝Gガンダム』のドモン・カッシュや『新機動戦記ガンダムW』のミリアルド・ピースクラフトとのタッグ、プルツーでは『機動戦士Ζガンダム』のエマ・シーンや『∀ガンダム』のロランとのタッグを組むというクロスオーバー的シナリオがある。また、マリーダは『ガンダム無双3』でDLCとして登場する。
機動戦士ガンダム vs.シリーズ
『機動戦士ガンダム ガンダムVS.ガンダムNEXT PLUS』ではプル・プルツー・マリーダが登場する。
『機動戦士ガンダム エクストリームバーサス』では、プルツー、マリーダがプレイヤーキャラとして、プルがプレイヤーナビとして登場する。
2017年7月6日発売の『ガンダムバーサス』でプルツー役の声優が本多陽子に変更されている。
ガンダムジオラマフロント
プル、プルツー、マリーダが登場。プルとプルツー役の声優は、本多知恵子から本多陽子に変更されている。

## 備考（その他の作品）
- 『新約SDガンダム外伝 救世騎士伝承【二人の皇子編】』では、「人魚姫プル三姉妹」としてマリーダ、プル、プルツーが人魚姫の姿で登場している。
- 『A.O.Z Re-Boot ガンダム・インレ-くろうさぎのみた夢-』では、同作に登場するアリシア・ザビやアリス親衛隊の容姿は、プルシリーズに酷似したものとなっている（ただし、作中や設定では言及されていない）。
- 『機動戦士ガンダム U.C.0094 アクロス・ザ・スカイ』では、同作に登場するルガー・ルウが続編『機動戦士ガンダム U.C.0096 ラスト・サン』において、プルシリーズとは異なるタイプのクローン・NTであることが明かされている。

## 評価
書籍『愛と戦いのロボット 完全保存版』で発表されたアンケート「みんなで選ぶロボットアニメーションベスト100」では、「一番お気に入りのヒロインは？」でプルが第5位、プルツーが第52位にランクインした。